# Quint Fabi Màxim Gurges
Quint Fabi Màxim Gurges (en llatí: Quintus Fabius Q. F. M. N. Maximus Gurges) va ser un magistrat romà, fill de Quint Fabi Màxim Rul·lià. Formava part de la gens Fàbia i de la família dels Fabi Màxim.
Va tenir una joventut molt dissoluta d'on li va venir el seu agnomen Gurges (gorga, xuclador, o també golós), però quan es va fer adult va penedir-se dels seus excessos i va canviar d'actitud.
L'any 295 aC va ser edil curul i va carregar contra algunes matrones per la seva vida desordenada. Amb les multes que els va imposar va construir un temple dedicat a Venus prop del Circ Màxim. Va ser cònsol l'any 292 aC i va ser derrotat completament pels samnites. Els adversaris de la família dels Fabis, els Papiris i els Àpis, van posar el poble contra Fabi Màxim, i només s'escapa de ser revocat com a cònsol per la oferta del seu pare, que va acceptar ser el seu legat. Va obtenir una victòria sobre els samnites, i en una segona batalla, va recuperar el prestigi, i va assaltar i conquerir diverses ciutats. Al tornar a Roma va rebre els honors del triomf i el pare es va mostrar al costat del seu carro per explicar la seva ajuda en la victòria. Fabi Màxim va dedicar un temple a Venus obsequens perquè la deessa havia estat «obsequiosa» davant de les seves oracions.
L'any 291 aC com a procònsol va continuar al Samni. Estava assetjant Cominium quan el cònsol Luci Postumi Megel el va apartar arbitràriament i violentament de l'exèrcit. Els Fasti li atribueixen un altre triomf en aquest proconsolat.
Va ser consol altra vegada el 276 aC i els Fasti diuen que va obtenir encara un altre triomf sobre "de Samnitibus, Lucancis et Bruttiis". Poc després, l'any 275 aC va ser enviat com a llegat del senat a Egipte, davant del rei Ptolemeu II Filadelf. El rei va fer valuosos regals a Fabi i als altres llegats, que al tornar a Roma van dipositar al tresor públic. Però el senat va dictar un decret que establia que els ambaixadors podien conservar aquestos regals.
L'any 265 aC va ser elegit cònsol per tercera vegada amb Luci Mamili Vítul, i aquest any va morir en les lluites a Volsínia a Etrúria. Al morir tenia el títol de princeps senatus, que també havien tingut el seu pare i el seu avi.